# Svartryggig trupial
Svartryggig trupial (Icterus abeillei) är en fågel i familjen trupialer inom ordningen tättingar. Den är endemisk för Mexiko. Arten minskar i antal, men beståndet anses ändå vara livskraftigt.

## Utseende och läte
Svartryggig trupial är en attraktiv 18–20,5 cm lång trupial. Hanen är färgad i orange, svart och vitt, med svart på ovansidan, inklusive hjässa och huvudsidor, med en stor vit vingfläck och vitkantade vingpennor. Stjärten är svart, med de tre yttersta stjärtpennorna gula med svart spets. Undersidan är orangegul med svarta flanker och "lår”. Jämfört med nära släktingen orangebrynad trupial har den mestadels svart ansikte och är svart även på övergump och kroppsidor, medan undersidan är gulare.
Honan är mycket mindre färgglad än hanen, med det svarta ersatt av olivgrått. Undersidan är mattorange, med vitt centralt på strupen och gråvitt på buk och flanker. Den är mycket lik hona orangebrynad trupial, men uppvisar en skugga av hanens ansiktsteckning.

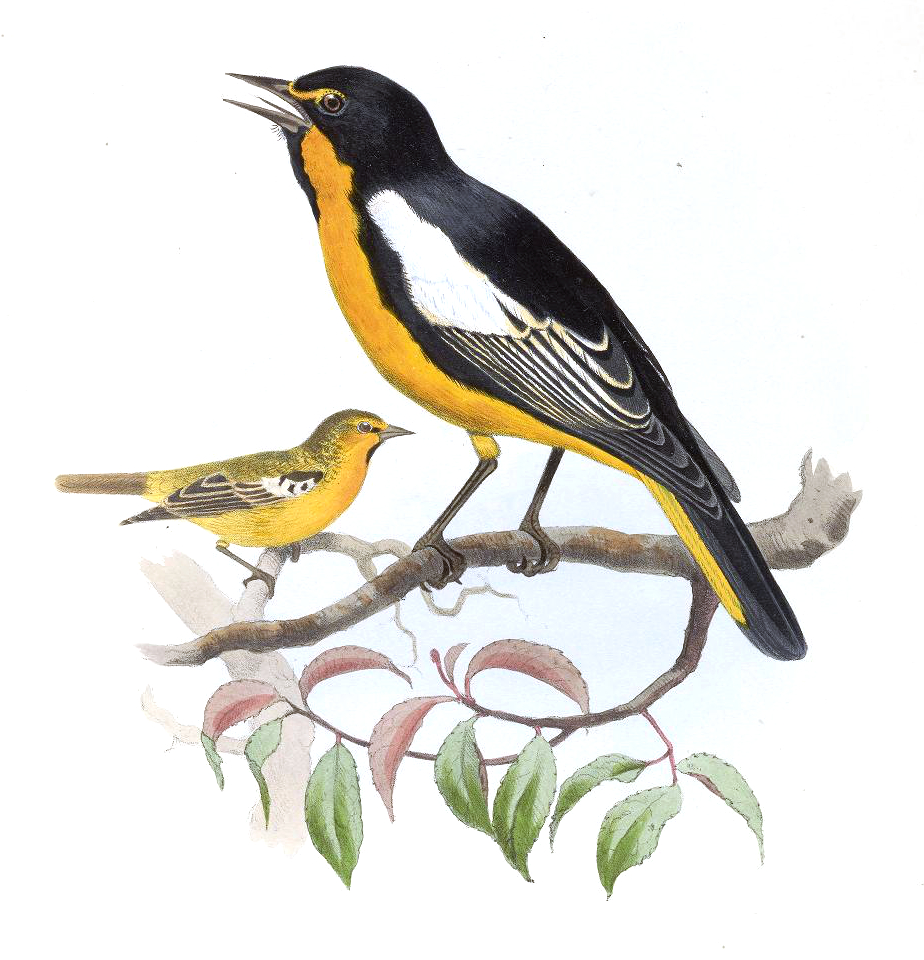

Sången är fyllig och melodisk, ofta med inslag av mer gnissliga toner, påminnande om orangebrynade trupialen. Bland lätena hörs högljutt tjatter och nasala ljud som i engelsk litteratur återges ”chay".

## Utbredning och systematik
Fågeln förekommer i skogsområden på centrala platån och i östra Mexiko. Den behandlas som monotypisk, det vill säga att den inte delas in i några underarter. Tillfälligt har den påträffats i sydvästra USA. Arten är närbesläktad med orangebrynad trupial och hybridiserar med denna där deras utbredningsområden möts i norra Durango.

## Levnadssätt
Svartryggig trupial häckar i bergstrakter över 1500 meters höjd. Den hittas i olika skogstyper, från torra marker till mer fuktiga, i öppen skog, gläntor, skogsbryn, fruktodlingar och trädgårdar. Födan består av insekter, men även frukt och bär. Arten anses vara en av huvudpredatorerna för övervintrande monarker. Monarkerna är giftiga för de flesta andra djur, men svartryggig trupial verkar undvika det genom att enbart äta fjärilens inre delar som är mindre giftiga. Inget är känt om dess häckningsbiologi annat än att den häckar mellan april och augusti. Utanför häckningstid ses den i småflockar, då ibland tillsammans med övervintrande orangebrynad trupial.

## Status och hot
Arten har ett stort utbredningsområde och en stor population, men tros minska i antal, dock inte tillräckligt kraftigt för att den ska betraktas som hotad. Internationella naturvårdsunionen IUCN listar därför arten som livskraftig (LC). Beståndet uppskattas till i storleksordningen 50 000 till en halv miljon vuxna individer.

## Namn
Fågelns vetenskapliga namn hedrar Grégoire Abeillé (1798–1848), fransk läkare, ornitolog och samlare av specimen.